# Giuseppe Emmanuele
Giuseppe Emmanuele (Caserta, 5 novembre 1957) è un musicista, compositore, arrangiatore e direttore d'orchestra italiana.

## Biografia
Nel 1981 inizia la sua attività come pianista jazz, con la “Royal Big Band” diretta da Nuccio Intrisano; nel 1983 forma con Massimo Greco e Paul Rodberg l’“Aetna jazz quintet”, gruppo che si distingue subito per l’originalità dei suoi arrangiamenti. Partecipa, infatti, a numerosi festivals e registra diversi concerti per la RAI e una sigla televisiva: “Borderaux” (per RAI 3).
Nel 1987 costituisce la “CBO” (CiTy Brass Orkestra) e alla guida di questa formazione collabora con Jazzisti di fama storica quali: “Hannibal” Marvin Peterson (con lui eseguirà anche, in prima nazionale, la sinfonia “FLAME OF SOUTH AFRICA” con l’Orchestra Sinfonica del Teatro Massimo Bellini di Catania), Lee Konitz, Jon Hendricks, Jack Walrat e Phil Woods.
Nel 1989 vince, come miglior gruppo, il concorso “JAZZ EMERGENTE” di Forlì e, nello stesso anno, partecipa al concorso internazionale per arrangiatori e compositori “BARGA JAZZ”, classificandosi al secondo posto.
Collabora con alcuni dei maggiori musicisti italiani: suona con Massimo Urbani, Franco Cerri, Mauro Negri, poi con Enrico Rava, Claudio Fasoli, Pietro Tonolo, Paolo Fresu, Danilo Moccia, Giampiero Prina e molti altri.
Nel corso degli anni ’80 e ’90 si esibisce con numerosi jazzisti di fama internazionale tra i quali: Jimmie Owens, Charles Tolliver, Steve Grossman, Lew Soloff, Dusko Goicovic, Chico Freeman, Larry Smith.
 Dirige dal 1998 al 2001 la “Big Band-It” di Como. Dal 2003 guida proprie orchestre: la “Jazz Punto It”, della quale fanno parte musicisti come Giulio Visibelli, Achille Succi, Tino Tracanna, Beppe Caruso, Roberto Rossi, Alberto Mandarini, Stefano Bagnoli, Marco Ricci e altri; la “Giuseppe Emmanuele Orchestra” che, tra gli altri, ospita come special guest la vocalist francese Anne Ducros. Altro progetto è lo “String Quartet” dove con l’ormai abituale trio, con Attilio Zanchi e Marco Castiglioni, affianca un quartetto d’archi; e poi, il più recente, “For Sergio Sextet” con Felice Reggio, Beppe Caruso, Corrado Sambito, Marco Vaggi e Marco Castiglioni.
Parallelamente alla sua attività di musicista jazz, Giuseppe Emmanuele, collabora con: il teatro (lavora con attori quali: Franca Valeri, Turi Ferro, Pino Caruso, Tony Cucchiara, Lino Banfi, Tuccio Musumeci, Pippo Pattavina, Marcello Perracchio, Guia Jelo, Piero Sammataro, Mariella Lo Giudice, Maurizio De Razza, Fioretta Mari, Elisabetta Carta, Anna Malvica, Leonardo Marino e altri; registi come: Filippo Crivelli, Lamberto Puggelli, Giuseppe Di Martino, Armando Pugliese, Guglielmo Ferro, Romano Bernardi), la televisione (partecipazioni varie come pianista, compositore e arrangiatore: “Domenica in”(RAI 1) – “Borderaux” (RAI 3) – “100 Milioni più Iva” (RETE 4) – “OK il prezzo è giusto” (RETE 4) – “Tipi Top” (CANALE 5) – “Cascina Vianello” (CANALE 5) – “Ci vediamo in TV” (RAI 2), la radio (“RADIO UNO JAZZ” – “VIA ASIAGO 10” – “FAHRENHEIT” - Arrangia e registra numerosissime sigle per la “Radio-Televisione Svizzera Italiana RSI” e collabora con l’“ORCHESTRA RAI” di Milano), il cinema (partecipa con il suo Trio al Film “NESSUNO” di Franco Calogero con Sergio Castellitto e Lucrezia Lante della Rovere – Arrangia e registra “Toot, Toot, Tootsie” cantata da Mel Brooks per il film “SVITATI” di Ezio Greggio), e alcuni notissimi esponenti della musica leggera italiana (scrive arrangiamenti per Iva Zanicchi, Riccardo Fogli, Peppino Di Capri, Rita Pavone, Loredana Bertè, Memo Remigi; registra come pianista e arrangiatore con Fred Bongusto “FRED”; collabora con Carmen Consoli per il Festival di Sanremo edizione 1996 e con Gianni Bella; arrangia e registra l’album “TIRITERA” del cantautore Alessandro Di Liberto; scrive arrangiamenti per Amy Stewart e Silvia Mezzanotte per gli spettacoli con l’Orchestra Ritmo-Sinfonica di Parma; collabora con Daniele Ronda per la realizzazione del disco “A Beautiful Mind” e con Alberto Pinelli per “De Vent, De Acqua e Pensè di Bambin” come arrangiatore).
Emmanuele, oltre alla sua attività di musicista, svolge la professione di didatta sia in seminari che nei conservatori.
Oltre ad essere strumentista fra le sue attitudini spiccano la composizione e l’arrangiamento. Il continuo variare l’assetto della propria musica con cambi timbrici, interventi contrappuntistici o melodici-obbligati, mette in evidenza una costante variazione di tensioni che portano ad una linearità mirata all’annullamento della monotonia e alla libertà verso i luoghi comuni. Infatti, sin dall’esordio discografico, nonostante l’acerbo “Pink Sunrise” (Naima Jazz – 1989), si comprende subito la direzione che la sua musica prenderà.
In questi anni di cosiddetto rodaggio, Emmanuele comincia a palesare il suo principale interesse in direzione della composizione con titoli come “Mingus”, “Fugit” (“A Waltz For Debby” - Splasc(H) Records), “Boldini”, “Straight No Monk” (“Reflections In Jazz” - Splasc(H) Records), “Fine stagione”, “In un libro di fiabe” (“From USA To Mediterraneo” - Splasc(H) Records) e dell’arrangiamento, vedi “Eniborg” (“Phil On Etna”), “Stella By Starlight” (“Into The Tradiction” - Splasc(H) Records) o la, ancora incompleta, suite “North, South or Vice Versa” (1993). Da qui il passo verso la maturità è segnato dall’album “Reflections N°2” - Splasc(H) Records dove al quintetto viene affiancata un’orchestra sinfonica e, dai momenti corali, scaturiscono le composizioni “My Favorite Tune”, “Alto Max” (dedicato al sassofonista Massimo Urbani) e “Ciarlatani a Noto”. In questo periodo, sia il panismo di Emmanuele che la sua scrittura, cercano la giusta sintesi e la definitiva proiezione verso uno stile mirato. Il prestigioso “The Penguin” annovera “Reflections N°2” come “grande disco”.
Nel corso della sua carriera proporrà una serie di opere che consolideranno questa dimensione in maniera definitiva. Gli album “Café de La Renaissance” (in Trio), “Jazz Punto It Orchestra” e “Songbook”, con estetiche musicali l’una differente dall’altra, chiariranno il vasto spettro che Emmanuele cerca di abbracciare. Nel primo di questi tre lavori propone composizioni come: “Café De La Renaissance”, “G minor Blues Complex”, “Un Tempo Vivere, Un Tempo Per Amare” e “Stato Sferico”; nel secondo, con un’orchestra dall’organico inusuale, presenta brani come “Caro Giampiero” (dedicata al batterista Giampiero Prina) e gli arrangiamenti di “Burro Cacao” (composto da T. Tracanna) e dell’esercizio per sassofono N° 38 del didatta Joseph Viola; il terzo, sorretto da una vera e propria orchestra sinfonica, rappresenta un’opera inconsueta nel panorama del jazz italiano, dove le composizioni di Emmanuele (con l’ausilio del paroliere e cantante Luca La Penna e della vocalist Maria Patti) diventano vere e proprie songs.
Dopo non poche vicissitudini, viene pubblicato “North, South Or Vice Versa – The Complete Score” prodotto dalla EMI per l’etichetta Blue Note. Il presente progetto costituisce, forse, il lavoro che fino ad oggi rappresenta il massimo della produzione di questo musicista. Un’intera suite costruita per solisti ed orchestra sinfonica in cinque momenti (o movimenti). Tuttavia altri progetti intraprenderanno la stessa direzione come, ad esempio, in “The Arranger And The Composer” nel quale figurano le composizioni “Ellington’s Notes” (già presente in “Into The Tradiction”), “Tarda Primavera” (scritta per il clarinettista Alfredo Ferrario) e “Dal Volturno a Quarto” (un poemetto sinfonico).
Se dal punto di vista pianistico si può rintracciare in Emmanuele una provenienza che da Lennie Tristano, attraversando Horace Silver, giunge ad uno stile di matrice evansiana, sotto l’aspetto della composizione e dell’orchestrazione i suoi punti di riferimento si individuano, oltre che nella scrittura del primo novecento europeo, sicuramente, su musicisti come Shorty Rogers, Bill Holman, Gil Evans e, per alcuni aspetti, Claus Ogerman.

## Discografia

### Leader
- City Brass Orkestra “Pink Sunrise” – Naima Jazz Club – (1989) CD NJ CD02
- Giuseppe Emmanuele Quintet “A Waltz For Debby” – Splasc(H) Records[12] – (1990)  LP H201.1 & CD H 201.2
- Giuseppe Emmanuele Quintet “Reflections In Jazz” – Splasc(H) Records – (1992)  CD H 389.2
- Giuseppe Emmanuele feat. CBO “North South Or Vice-Versa” – AV Arts – (1993)  CD AVJCD 006
- Giuseppe Emmanuele & City Brass Orkestra “Into The Tradition” – Splasc(H) Records – (1996)  CD H 458.2
- Giuseppe Emmanuele Trio “From USA To Mediterraneo” – Splasc(H) Records – (1996)  CD H 486.2
- Giuseppe Emmanuele Quintet & Orchestra “Reflections N° 2” – Splasc(H) Records – (1999)  CD 673.2
- Big Band-It “O Sole Miope” – Splasc(H) Records – (1999)  CD H 700.2
- Giuseppe Emmanuele Trio “Café De La Renaissance” – Splasc(H) Records – (2002)  CD H 835.2
- Giuseppe Emmanuele “Jazz Punto It Orchestra” – Splasc(H) Records – (2005)  CD H 864.2
- Giuseppe Emmanuele with Orchestra “Songbook” – Music Center – (2002)  CD BA 030
- Giuseppe Emmanuele “North South Or Vice Versa – The Complete Score” Blue Note (2007)  CD 0946-395908-2-7
- Giuseppe Emmanuele “The Arranger And The Composer” – Splasc(H) Records – (2019) –  LP H 204.1 & CD H 204.2

### Sideman e/o arrangiamento
- Phil Woods & City Brass Orkestra “Phil On Etna” – Philology – (1990)  CD 38/39 - 2
- Massimo Urbani “Out Of Nowhere” – Splasc(H) Records – (1991) CD H 336-2, ristampato nel (2004) con inediti
- Nello Toscano/Enrico Rava “Winter Sky” – Penta Flowers (1994) CDPIA 037
- Maria Patti “Five” – Splasc(H) Records – (2000) CD – ristampato con inediti (2015)  CD H 714.2
- Antonella Consolo “The Second Time Around” – Philology – (2000)  CD W 380.2
- Sandro Cerino “Vivaldi’s Four Seasons” – Agorà – (2000)  CD AG 258
- Gianni Bedori “Controtempo” – Splasc(H) Records – (2003)  CD HP 532.2
- Felice Reggio “Quadrati Di Fatica” – Davide Lajolo Onlus – (2006)  CD LL 0601
- Alessandro Castelli “…Non è una malattia…” – Music Center – (2007)  BA 149 CD
- Maria Patti “Come Fly With Me” – Il Setticlavio – (2008)  CD INCD MI 1008
- Felice Reggio “Mio Caro Tenco” – Splasc(H) Records – (2008)  CD H 1527.2
- Alvaro Belloni “Bossa & Friends” – Music Center – (2010)  BA 288 CD
- Anne Ducros “Either Way” – Naive – (2013)  CD NJ 623611
- Giorgia Sallustio “Around Evans” – Caligola – (2014)  CD 2201
- Attilio Zanchi “Ravel’s Waltz” – aebeat – (2015)  CD AB JZ 144
- Corrado Sambito “Vite” – SA Project – (2016)  CD SA-CD 134
- Anne Ducros “Brother? Brother!” – (2017)  CD AD008/1
- Laura Lo Re "Vita che verrà" – Splasc(H) Records – (2019) CD H 1572.2

### Compilation
- Vari “The Best Of Blue Note At Umbria Jazz” – EMI – 2 CD's Compilation: 0946 3 30973 2 2 & 0946 3 30974 2 1
- Vari “Blue Note Presents The Best Italian Jazz” – EMI – CD
- Vari “Jazz Magazine” vol. 43 – Jazz Magazine CD JM 43
- Vari “Jazz At The Studio Tape” – Studio Tape CD
- Vari “Live At The Eurojazz” – Splasc(H) Records – CD H (WS) 882.2
- Vari “Sicilian Jazz Collections vol. II” – Splasc(H) Records – CD H 401.2
- Vari “Sicilian Jazz Collections vol. III” – Splasc(H) Records – CD H 402.2

### Partecipazioni ad album di altri musicisti
- Fred Bongusto “Fred” – Nemo (1995) CD NR 4212-2
- Alessandro Diliberto “Tiritera” – Ottonote CD 190 003 2
- Alberto Pinelli “De vent, de acqua e pensè di bambin” – Auditoriarecord CD AR 0418-2015
- Vicari/Di Bella “Qualcosa di noi” – Studio Tape (1992)  CD LVN 01
- Daniele Ronda “A Beautiful Mind” – Bachi CD 20171
- Inis Fail “Rebound” – AM (2006)  CD AMCD 0004
- Marco Fusi “La strada della Luna” (2010) CD
- Gruppo Elettrogeno “Varietà di ricette” – Core-t-zone – (2005) – CD GE 0001
- Ida Panaro “Bammenella" – Hukapan – (2020) CD HUK105